# Tampa Bay Rowdies
Tampa Bay Rowdies – amerykański klub piłkarski z Tampa, w stanie Floryda. Drużyna występowała w lidze NASL (1975–84), AISA (1986–87), ASL (1988–89) i APSL (1990–93), a jego domowym obiektami były: Tampa Stadium (1975–93) i USF Soccer Stadium (1991–92), a obiektami domowymi halowego zespołu były: Bayfront Center (1976–83), Expo Hall (1983–84) i Lakeland Civic Center (1983–84).

## Historia
Klub został założony w 1974 roku przez Georga W. Strawbridgea Jr. i Beau Rogersa IV. Już w swoim debiutanckim sezonie w NASL, drużyna sięgnęła po mistrzostwo tej ligi, pokonując dnia 24 sierpnia 1975 roku na Spartan Stadium w San Jose w finale Soccer Bowl Portland Timbers 2:0. Drużyna zdobywała jeszcze dwukrotnie wicemistrzostwo tej ligi (1978, 1979) i mistrzostwo sezonu zasadniczego w sezonie 1976. Sukcesy w NASL odnosiła także halowa drużyna Tampa Bay Rowdies, która trzykrotnie zdobywała mistrzostwo (1976, 1980, 1983) oraz wicemistrzostwo tej ligi (1975, 1979, 1982).
Po sezonie 1981 klub połączył się z Dallas Tornado. W tym czasie dyrektorzy zespołu z Dallas, Lamar Hunt i Bill McNutt zachowali mniejszościowy udział w Tampa Bay Rowdies. Dwa lata później, po sezonie 1983 Georga W. Strawbridge Jr., Lamar Hunt i Bill McNutt sprzedali klub lokalnym inwestorom: Stelli Thayer, Bobowi Blanchardowi i Dickowi Corbettowi.
Po upadku NASL w 1984 roku Tampa Bay Rowdies z sukcesami występowała w rozgrywkach AISA (1986–87), ASL (1988–89) i APSL (1990–93) – wicemistrzostwo w sezonie 1992. Rok później, po sezonie 1993 został rozwiązany. Klub reaktywowano w 2010 roku i zdobył mistrzostwo NASL w 2012 roku.

## Osiągnięcia
| - Mistrz NASL: 1975 - Mistrz NASL: 2012 - Wicemistrz NASL: 1978, 1979 - Mistrz sezonu zasadniczego: 1976 - Halowy mistrz NASL: 1976, 1980, 1983 - Halowy wicemistrz NASL: 1975, 1979, 1982 - Wicemistrz APSL: 1992 Król strzelców NASL - Óscar Fabbiani – 1979 Asystent halowego NASL - Wes McLeod – 1983 Trener Roku NASL - Eddie Firmani – 1976 Odkrycie Roku NASL - Pedro DeBrito – 1982 - Gregg Thompson – 1983 - Roy Wegerle – 1984 MVP Meczu Gwiazd - 1975 – Stewart Jump - 1976 – Clyde Best (halowy) Piłkarz Roku Ameryki Północnej NASL - 1976 Arnie Mausser Król strzelców APSL - Jean Harbor – 1992 Bramkarz ASL - Winston DuBose – 1988 |  | Trener Roku APSL - Ricky Hill – 1992 - Ken Fogarty – 1993 Jedenastka Sezonu NASL - 1975: Farrukh Quraishi - 1976: Rodney Marsh, Arnie Mausser, Tommy Smith - 1977: Derek Smethurst - 1978: Rodney Marsh - 1979: Mike Connell - 1980: Mike Connell - 1981: John Gorman - 1982: Peter Nogly Jedenastka Dublerów NASL - 1975: John Boyle, Stewart Jump, Stewart Scullion - 1976: Stewart Jump, Stewart Scullion, Derek Smethurst - 1977: Arsène Auguste, Rodney Marsh, Steve Wegerle - 1978: Arsène Auguste, Steve Wegerle - 1979: Óscar Fabbiani, John Gorman - 1980: Steve Wegerle Wyróżnienia NASL - 1975: John Sissons, Derek Smethurst - 1979: Rodney Marsh, Steve Wegerle - 1980: John Gorman - 1982: Mike Connell - 1983: Gregg Thompson - 1984: Gregg Thompson Jedenastka Sezonu Halowego NASL - 1975: Doug Wark - 1976: Clyde Best, Derek Smethurst, Stewart Scullion - 1982: Tatu, Mike Connell, Jürgen Stars - 1984: Frantz Mathieu, Mike Connell |  | Jedenastka Sezonu ASL/APSL - 1988: Winston DuBose, Steve Wegerle - 1989: Winston DuBose, Steve Trittschuh - 1990: David Byrne - 1992: Bill Andracki, Steve Trittschuh, Ricky Hill, Kevin Sloan, Jean Harbor - 1993: Steve Trittschuh Jedenastka Dublerów AISA - 1987: Arnie Mausser Jedenastka Dublerów APSL - 1991: Marcelo Carrera - 1993: Paul Dougherty, Pierre Morice Wyróżnienia AISA - 1987: Steve Wegerle U.S. Soccer Hall of Fame - 1992: Lamar Hunt - 1995: Al Miller - 2003: Arnie Mausser - 2008: Hugo Pérez - 2013: Peter Vermes Canadian Soccer Hall of Fame - 2004: Bob Bolitho - 2005: Wes McLeod, Terry Moore - 2008: Jack Brand Galeria Sław Halowej Piłki Nożnej - 2012: Tatu - 2013: Gordon Jago - Najwięcej meczów w sezonie zasadniczym NASL: Mike Connell (179) |

## Sezon po sezonie
| Sezon | Liga | Bilans meczów | Sezon                                                 | Playoff                | Śr. frekwencja |
| ----- | ---- | ------------- | ----------------------------------------------------- | ---------------------- | -------------- |
| 1975  | NASL | 16–6          | 1.miejsce, Dywizja Zachodnia                          | Mistrz                 | 10,728         |
| 1976  | NASL | 18–6          | 1.miejsce, Dywizja Zachodnia, Konferencja Atlantycka  | Finalista              | 16,452         |
| 1977  | NASL | 14–12         | 3.miejsce, Dywizja Południowa, Konferencja Pacyficzna | Pierwsza runda         | 19,491         |
| 1978  | NASL | 18–12         | 1.miejsce, Dywizja Zachodnia, Konferencja Atlantycka  | Finalista              | 18,123         |
| 1979  | NASL | 19–11         | 1.miejsce, Dywizja Zachodnia, Konferencja Atlantycka  | Finalista              | 27,650         |
| 1980  | NASL | 19–13         | 1.miejsce, Dywizja Środkowa, Konferencja Narodowa     | Ćwierćfinał            | 28,345         |
| 1981  | NASL | 15–17         | 4.miejsce, Dywizja Południowa                         | Ćwierćfinał            | 22,299         |
| 1982  | NASL | 12–20         | 3.miejsce, Dywizja Południowa                         | Nie zakwalifikował się | 22,532         |
| 1983  | NASL | 7–23          | 3.miejsce, Dywizja Południowa                         | Nie zakwalifikował się | 18,507         |
| 1984  | NASL | 9–15          | 4.miejsce, Dywizja Zachodnia                          | Nie zakwalifikował się | 10,932         |
| 1988  | ASL  |               | 3.miejsce                                             | Nie zakwalifikował się |                |
| 1989  | ASL  |               | 1.miejsce, Południe                                   | Półfinał               |                |
| 1990  | APSL |               | 2.miejsce                                             | Ćwierćfinał            |                |
| 1991  | APSL |               | 3.miejsce                                             | Nie zakwalifikował się |                |
| 1992  | APSL |               | 3.miejsce                                             | Finalista              |                |
| 1993  | APSL |               | 3.miejsce                                             | Półfinał               |                |

### Halowa NASL
| Sezon     | Liga        | Bilans meczów | Sezon                                                 | Playoff                | Śr. frekwencja |
| --------- | ----------- | ------------- | ----------------------------------------------------- | ---------------------- | -------------- |
| 1975      | Halowa NASL | 3–1           | 1.miejsce, Region 3                                   | Finalista              | 4,235          |
| 1976      | Halowa NASL | 4-0           | 1.miejsce, Region Zachodni                            | Mistrz                 | 5,458          |
| 1977      | Halowa NASL | 1-1           | Mecze towarzyskie                                     | Nie zakwalifikował się | 5,685          |
| 1978      | Halowa NASL | 6-2           | Mecze towarzyskie                                     | Nie zakwalifikował się | 5,901          |
| 1979      | Halowa NASL | 3-2           | 2.miejsce                                             | Finalista              | 6,181          |
| 1979–80   | Halowa NASL | 8–4           | 2.miejsce, Dywizja Zachodnia                          | Mistrz                 | 5,712          |
| 1980–81   | Halowa NASL | 9–9           | 2.miejsce, Dywizja Zachodnia                          | Nie zakwalifikował się | 5,175          |
| 1981–82   | Halowa NASL | 11–7          | 2.miejsce, Dywizja Centralna, Konferencja Amerykańska | Finalista              | 5,372          |
| 1983      | Halowa NASL | 10-2          | 2.miejsce                                             | Mistrz                 | 4,771          |
| 1983–84   | Halowa NASL | 9–23          | 7.miejsce                                             | Nie zakwalifikował się | 2,334          |
| 1986/1987 | AISA        | 21–21         | 3.miejsce, Południe                                   | Ćwierćfinał            | 2,048          |

### Rekordy frekwencji
| Pierwsza drużyna | Pierwsza drużyna | Pierwsza drużyna         |
| Rok              | Frekwencja       | Przeciwnik               |
| ---------------- | ---------------- | ------------------------ |
| 1980             | 56,389           | California Surf          |
| 1980             | 54,247           | New York Cosmos          |
| 1981             | 48,355           | San Diego Sockers        |
| 1979             | 45,888           | Rochester Lancers        |
| 1977             | 45,288           | New York Cosmos          |
| 1976             | 42,611           | New York Cosmos          |
| 1978             | 41,888           | New York Cosmos          |
| 1977             | 41,680           | Zenit Leningrad          |
| 1979             | 41,102           | Fort Lauderdale Strikers |
| 1979             | 40,701           | New York Cosmos          |
| 1980             | 40,368           | Fort Lauderdale Strikers |
| 1982             | 40,098           | Jacksonville Tea Men     |
| 1979             | 38,766           | San Diego Sockers        |
| 1978             | 37,249           | Fort Lauderdale Strikers |

| Halowa drużyna | Halowa drużyna | Halowa drużyna           |
| Rok            | Frekwencja     | Przeciwnik               |
| -------------- | -------------- | ------------------------ |
| 1978           | 6,410          | Minnesota Kicks          |
| 1978           | 6,399          | Dallas Tornado           |
| 1978           | 6,384          | Tulsa Roughnecks         |
| 1977           | 6,354          | Zenit Leningrad          |
| 1979           | 6,342          | Fort Lauderdale Strikers |
| 1979           | 6,338          | Tulsa                    |
| 1982           | 6,325          | San Diego Sockers        |
| 1980           | 6,243          | Fort Lauderdale Strikers |
| 1980           | 6,200          | New England Tea Men      |
| 1980           | 6,145          | Detroit Express          |
| 1980           | 6,141          | Atlanta Chiefs           |
| 1979           | 6,040          | Dinamo Moskwa            |
| 1979           | 6,002          | Houston Hurricane        |

## Trenerzy
- 1975–1977:  Eddie Firmani
- 1977:  John Boyle
- 1978–1982:  Gordon Jago
- 1982:  Kevin Keelan
- 1982–1983:  Al Miller
- 1984–1987:  Rodney Marsh
- 1986–1987:  Wim Suurbier
- 1989–1992:  Ken Fogarty
- 1991–1992:  Steve Wegerle
- 1992:  Ricky Hill
- 1993:  Ken Fogarty